# Firefox for Android

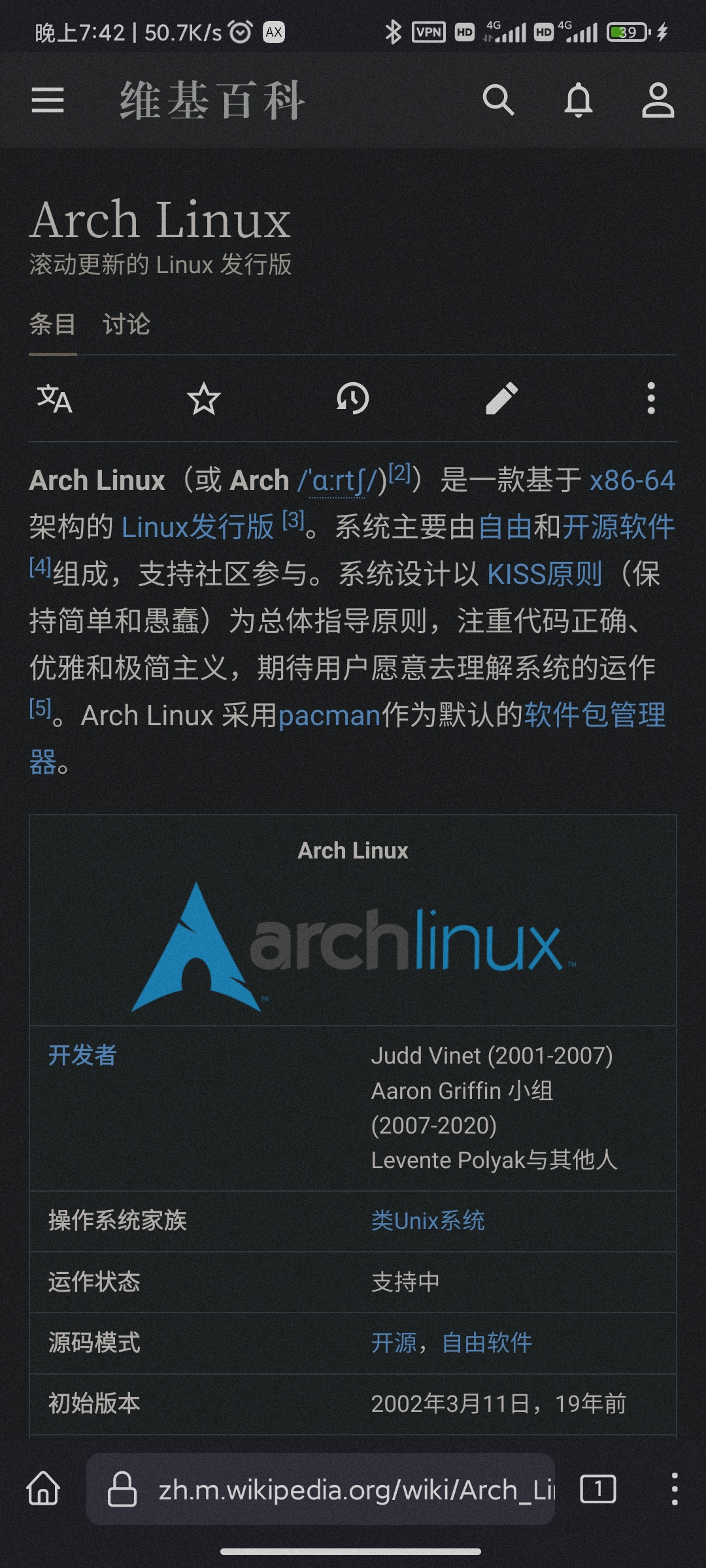
深邃模式下的Firefox for Android

是Firefox瀏覽器針對Android智慧型手機和平板電腦等裝置推出的一個瀏覽器版本。iOS平台上的Firefox浏览器见Firefox for iOS。
Firefox for Android现在使用的是经过改良的適用於行動裝置使用的GeckoView排版引擎。過往曾经使用與PC版Mozilla Firefox相同的Gecko排版引擎，例如，版本1.0使用與Firefox 3.6相同的引擎，而4.0以後版本與Firefox 4.0共享核心代碼。不過，無論無論新舊版本，它的功能均包括HTML5支援、同步、附加元件和分頁式瀏覽。

## 命名
全新的Firefox for Android命名为Firefox Daylight，内部代号是「Fenix」。過往曾經使用的代號「Fennec」，來自英文「Fennec Fox」——即「耳廓狐」，一種小型的沙漠狐（象徵著Fennec是Firefox的一個小型版本）。Firefox for Maemo Beta 5於2009年釋出，這是第一個使用官方Firefox名稱與標誌的版本。

## 歷史
Firefox for Android在過往有一個不同的名稱——「Firefox for Mobile」，並且支援其他平台。
2010年2月19日發佈的1.1版（1.1 Alpha1）執行於Windows Mobile，是此作業系統平台上的最後一個版本。由於Windows Phone 7發佈以及微軟決定不發佈原生開發工具包之後，Windows Mobile的開發被擱置。如果微軟將來為其Windows Phone作業系統發佈原生開發工具包，Mozilla或許再次考慮為該平台開發Fennec。
2009年，Mozilla歐洲總裁Tristan Nitot表示，BlackBerry OS版本不太可能推出，理由是由於BlackBerry作業系統的限制。Mozilla並沒有計劃為推出Symbian或webOS版本，但是有一個非官方的webOS版本。
官方對Nokia N900 Maemo設備的支援於版本7而終止。
2011年3月，Mozilla釋出了執行於Android上的Firefox Mobile，並一直更新、支援至今日的Firefox for Android。瀏覽器的版本編號從版本1.0跳到版本4.0，以更緊密地匹配Firefox的桌面版本，因為這兩種瀏覽器中使用的排版引擎是相同的。
外掛程式支援最初預設禁用，與流行的網路內容類型（如Adobe Flash）不相容。2011年9月，Android Honeycomb預覽版本支援Flash。在14.0版本的大多數智能手機已經啟用了對4.x的Flash支持。相對的iOS封閉環境下和以故執行長賈伯斯堅持禁用下，如Adobe Flash等到現在還是無法使用。
2016年Mozilla推出了Firefox Focus，提供Android及iOS版本，主要特性是瀏覽使用時不保留任何歷史記錄及Cookies，附帶基於Disconnect提供的跟蹤器封鎖清單。由於蘋果公司只允許於iOS平台上使用Webkit呈現技術，iOS版的Firefox Focus與Firefox for iOS一樣都是使用Webkit進行頁面內容呈現。而Android版本方面，2017年前，Firefox Focus與Firefox for Android使用不同的網頁呈現技術，前者實際使用的是Android內建的基於Blink的WebView，但2017年開始導入GeckoView - 為行動裝置網頁呈現最佳化並作為可重用Android應用程式元件的Gecko。
2019年6月27日，Mozilla宣佈其正在設計開發一款在Android平台上執行的，基建於GeckoView的全新行動瀏覽器，代號「Fenix」，是為Firefox for Android的重製版，同一天Mozilla在Google Play上發佈了第一個預覽版「Firefox Preview」。
2020年8月27日，Mozilla於Google Play向Firefox for Android的使用者推播第一個代號「Fenix」的穩定版本，是為 "Firefox Daylight"。

## 分叉

### Fennec F-Droid
从2015年2月1日的35.0版本开始，开源应用商店F-Droid托管了只包含自由及开放源代码软件的浏览器Fennec F-Droid。Fennec F-Droid基于Firefox最新版，源代码源于Firefox源代码，尽量不使用Firefox中使用的专有二进制文件，采用Mozilla公共许可证。Fennec F-Droid的名字源于移动版Firefox的代码名Fennec。

### IceRaven
針對Firefox Daylight不足的附加元件支援及使用者對舊版使用者介面的需要，有開發者爲Firefox for Android新版的原始碼新開了名爲IceRaven的分支，與Firefox Daylight的區別在於移除了Firefox Daylight內Mozilla的專有元件及Mozilla錯誤回報元件，增加附加元件的支援。

## 評價
瀏覽器預覽版本14由於速度慢、缺乏外掛程式支持和性能問題受到批評。為了解決這些問題，Mozilla在14.0版本中重新設計了瀏覽器，增加了Flash支援，提昇了啟動速度以及其他加強功能。這一更新極大地改進了Firefox for Android。截至2025年5月，Firefox for Android在Google Play Store上的平均使用者評分為4.6。 
與Android和Chrome瀏覽器相較之下，Firefox的市場佔有率很小；2020年7月，Firefox for Android在所有行動以及平板瀏覽器中的使用率僅為0.72%。儘管如此，Firefox for Android仍得到較高的應用程式商店評分，下載量超過一億次，並且仍然繼續開發中。最新版本支援Android 5.0及更高版本（Android 4.1-4.4於79版停止支援）。
在2015年的Android瀏覽器評選中，西班牙軟體新聞和評論網站軟體天堂評選Firefox 37.0.1為2015年度最佳瀏覽器，評選委員Fabrizio Benedetti評選為優秀設計、高效率記憶體消耗、瀏覽器的開源性質和獨立性。

## 發行歷史
- 1.0版本：發佈於2010年1月28日，支援Maemo平台[36]
- 4.0版本：發佈於2011年3月29日，支援Android和Maemo平台；與桌面版本的版本號一致[13]
- 5.0版本：發佈於2011年6月21日[37]
- 6.0版本：發佈於2011年8月16日[38]
- 6.0.1版本：發佈於2011年8月30日[39]
- 6.0.2版本：發佈於2011年9月6日[40]
- 7.0版本：發佈於2011年9月27日。最後一個支持Maemo的版本[12][41]
- 7.0.1版本：發佈於2011年9月30日[42]
- 8.0版本：發佈於2011年11月8日[43]
- 9.0版本：發佈於2011年12月21日[44]
- 10.0版本：發佈於2012年1月31日[45]
- 10.0.1版本：發佈於2012年2月10日[46]
- 10.0.2版本：發佈於2012年2月17日[47]
- 10.0.3版本：發佈於2012年3月13日[48]
- 10.0.4版本：發佈於2012年4月24日[49]
- 10.0.5版本：發佈於2012年6月5日[50]
- 14.0版本：發佈於2012年6月26日[51]
- 15.0版本：發佈於2012年8月28日[52]
- 15.0.1版本：發佈於2012年9月10日[53]
- 16.0版本：發佈於2012年10月9日[54]
- 16.0.1版本：發佈於2012年10月11日[55]
- 17.0版本：發佈於2012年11月19日[56]
- 18.0版本：發佈於2013年1月8日[57]
- 18.0.2版本：發佈於2013年2月7日[58]
- 19.0版本：發佈於2013年2月19日[59]
- 19.0.2版本：發佈於2013年3月7日[60]
- 20.0版本： 發佈於2013年4月2日[61]
- 20.0.1版本：發佈於2013年4月11日[62]
- 21.0版本：發佈於2013年5月14日[63]
- 22.0版本：發佈於2013年6月25日[64]
- 23.0版本：發佈於2013年8月6日[65]
- 24.0版本：發佈於2013年9月17日[66]
- 25.0版本：發佈於2013年10月29日[67]
- 25.0.1版本：發佈於2013年11月15日[68]
- 26.0版本：發佈於2013年12月10日[69]
- 26.0.1版本：發佈於2013年12月20日[70]
- 27.0版本：發佈於2014年2月4日[71]
- 28.0版本：發佈於2014年3月18日[72]
- 28.0.1版本：發佈於2014年3月24日[73]
- 29.0版本：發佈於2014年4月29日[74]
- 29.0.1版本：發佈於2014年5月9日[75]
- 30.0版本：發佈於2014年6月10日[76]
- 31.0版本：發佈於2014年7月22日[77]
- 32.0版本：發佈於2014年9月2日[78]
- 32.0.1版本：發佈於2014年9月10日[79]
- 32.0.3版本：發佈於2014年9月24日[80]
- 33.0版本：發佈於2014年10月13日[81]
- 33.1版本：發佈於2014年11月10日[82]慶祝Firefox十週年[83]
- 34.0版本：發佈於2014年12月1日[84]
- 34.0.1版本：發佈於2014年12月19日
- 35.0版本：發佈於2015年1月13日[85]
- 35.0.1版本：發佈於2015年2月5日[86]
- 36.0版本：發佈於2015年2月27日[87]
- 36.0.1版本：發佈於2015年3月6日[88]
- 36.0.2版本：發佈於2015年3月16日[89]
- 36.0.3版本：發佈於2015年3月20日[90]
- 36.0.4版本：發佈於2015年3月21日[91]
- 37.0版本：發佈於2015年3月31日[92]。將Android 2.3.x和Android 3.0之後的版本依API等級分開[93]
- 37.0.1版本：發佈於2015年4月3日[94]
- 37.0.2版本：發佈於2015年4月14日[95]
- 38.0版本：發佈於2015年5月12日[96]
- 38.0.5版本：發佈於2015年6月2日[97]
- 39.0版本：發佈於2015年7月2日[98]
- 40.0版本：發佈於2015年8月11日[99]
- 40.0.3版本：發佈於2015年8月27日[100]
- 41.0版本：發佈於2015年9月22日[101]
- 41.0.2版本：發佈於2015年10月15日[102]
- 42.0版本：發佈於2015年11月3日[103]
- 43.0版本：發佈於2015年12月15日[104]
- 44.0版本：發佈於2016年1月26日[105]
- 44.0.2版本：發佈於2016年2月11日[106]
- 45.0版本：發佈於2016年3月8日[107]
- 45.0.1版本：發佈於2016年3月16日[108]
- 45.0.2版本：發佈於2016年4月11日。最后一个支持Android 3.x的版本[109]
- 46.0版本：發佈於2016年4月26日[110]
- 46.0.1版本：發佈於2016年5月3日[111]
- 47.0版本：發佈於2016年6月7日。最后一个支持Android 2.3.x的版本[112]
- 48.0版本：發佈於2016年8月2日[113]
- 49.0版本：發佈於2016年9月20日[114]
- 49.0.2版本：發佈於2016年10月20日[115]
- 50.0版本：發佈於2016年11月15日[116]
- 50.0.2版本：發佈於2016年11月30日[117]
- 50.1.0版本：發佈於2016年12月13日[118]
- 51.0版本：發佈於2017年1月24日[119]
- 51.0.2版本：發佈於2017年2月6日[120]
- 51.0.3版本：發佈於2017年2月9日[121]
- 52.0版本：發佈於2017年3月7日[122]
- 52.0.1版本：發佈於2017年3月17日[123]
- 52.0.2版本：發佈於2017年3月28日[124]
- 53.0版本：發佈於2017年4月19日[125]
- 53.0.1版本：發佈於2017年4月27日[126]
- 53.0.2版本：發佈於2017年5月5日[127]
- 54.0版本：發佈於2017年6月13日[128]
- 54.0.1版本：發佈於2017年6月29日[129]
- 55.0版本：發佈於2017年8月8日[130]
- 55.0.2版本：發佈於2017年8月16日。最后一个支持Android 4.0.x的版本[131]
- 56.0版本：發佈於2017年9月28日[132]
- 57.0版本：發佈於2017年11月14日[133]
- 57.0.1版本：發佈於2017年11月29日[134]
- 57.0.4版本：發佈於2018年1月4日[135]
- 58.0版本：發佈於2018年1月23日[136]
- 58.0.1版本：發佈於2018年1月29日[137]
- 58.0.2版本：發佈於2018年2月7日[138]
- 59.0版本：發佈於2018年3月13日[139]
- 59.0.1版本：發佈於2018年3月16日[140]
- 59.0.2版本：發佈於2018年3月26日[141]
- 60.0版本：發佈於2018年5月9日[142]
- 60.0.1版本：發佈於2018年5月16日[143]
- 60.0.2版本：發佈於2018年6月6日[144]
- 61.0版本：發佈於2018年6月26日[145]
- 61.0.2版本：發佈於2018年8月8日[146]
- 62.0版本：發佈於2018年9月9日[147]
- 62.0.1版本：發佈於2018年9月7日[148]
- 62.0.2版本：發佈於2018年9月21日[149]
- 62.0.3版本：發佈於2018年10月2日[150]
- 63.0版本：發佈於2018年10月23日[151]
- 63.0.2版本：發佈於2018年11月7日[152]
- 64.0.1版本：發佈於2018年11月14日[153]
- 64.0.2版本：發佈於2019年1月9日[154]
- 65.0版本：發佈於2019年1月29日[155]
- 65.0.1版本：發佈於2019年2月12日[156]
- 66.0版本：發佈於2019年3月19日[157]
- 66.0.1版本：發佈於2019年3月22日[158]
- 66.0.2版本：發佈於2019年3月27日[159]
- 66.0.4版本：發佈於2019年5月5日[160]
- 66.0.5版本：發佈於2019年5月7日[161]
- 67.0版本：發佈於2019年5月21日[162]
- 67.0.2版本：發佈於2019年6月11日[163]
- 67.0.3版本：發佈於2019年6月18日[164]
- 68.0版本：發佈於2019年7月9日[165]
- 68.0.2版本：發佈於2019年8月14日[166]
- 68.1版本：發佈於2019年9月3日[167]
- 68.1.1版本：發佈於2019年9月13日[168]
- 68.2.0版本：發佈於2019年10月22日[169]
- 68.2.1版本：發佈於2019年11月13日[170]
- 68.3.0版本：發佈於2019年12月3日[171]
- 68.4.0版本：發佈於2020年1月7日[172]
- 68.4.版本：發佈於2020年1月8日[173]
- 68.4.2版本：發佈於2020年1月20日[174]
- 68.5.0版本：發佈於2020年2月11日[175]
- 68.6.0版本：發佈於2020年3月10日[176]
- 68.7.0版本：發佈於2020年4月7日[177]
- 68.8.0版本：發佈於2020年5月5日[178]
- 68.9.0版本：發佈於2020年6月2日[179]
- 68.10.0版本：發佈於2020年6月30日[180]
- 68.10.1版本：發佈於2020年7月7日[181]
- 68.11.0版本：發佈於2020年7月27日。最後一個支持Android 4.1.x至4.4.x的版本[182]
- 79.0版本：發佈於2020年8月27日[22]
- 80.0版本：發佈於2020年8月31日[183]
- 139.0版本：發佈於2025年5月27日[184]